# Prosopofrontina bicolor
Prosopofrontina bicolor är en tvåvingeart som först beskrevs av Villeneuve 1937.  Prosopofrontina bicolor ingår i släktet Prosopofrontina och familjen parasitflugor. Inga underarter finns listade i Catalogue of Life.